# Coupe de Biélorussie de football 1992
Navigation
Coupe de Biélorussie 1992-1993
La Coupe de Biélorussie 1992 est la 1re édition de la Coupe de Biélorussie depuis la dissolution de l'URSS. Elle prend place entre le 6 mai et le 24 juin 1992, date de la finale au stade Dinamo de Minsk.
Un total de 48 équipes prennent part à la compétition, toutes issues de la saison 1992 des trois premières divisions biélorusses.
Le Dinamo Minsk remporte sa première coupe nationale à l'issue de la compétition au détriment du Dniepr Mahiliow, l'emportant en finale sur le score de 6 buts à 1.

## Premier tour
| Date       | Locaux                     | Score                | Visiteurs                    |
| ---------- | -------------------------- | -------------------- | ---------------------------- |
| 6 mai 1992 | Khimik Svietlahorsk (D2)   | 4 - 1                | (D2) Kommounalnik Pinsk      |
| 6 mai 1992 | Stroïtel Biaroza (D3)      | 3 - 4 ap             | (D3) Albertine Slonim        |
| 6 mai 1992 | Belchina Babrouïsk (D2)    | 3 - 0                | (D2) Polessié Mazyr          |
| 6 mai 1992 | Zara Iazyl (D3)            | 1 - 1 ap (3 - 1 tab) | (D2) SKIF-RCSVM Minsk        |
| 6 mai 1992 | Spartak Chklow (D3)        | 0 - 1                | (D2) Stankostroïtel Smarhon  |
| 6 mai 1992 | Dinamo-2 Minsk (D2)        | 2 - 1                | (D3) Oressa Liouban          |
| 6 mai 1992 | Khimik Kletsk (D3)         | 2 - 3                | (D2) KIM Vitebsk             |
| 6 mai 1992 | Smena Minsk (D3)           | 5 - 2                | (D3) Drevapratsowtchik Masty |
| 6 mai 1992 | Dniepr Rahatchow (D3)      | 2 - 2 ap (4 - 3 tab) | (D3) Metroistroï Minsk       |
| 6 mai 1992 | Niva Samakhvalavitchy (D2) | 2 - 0                | (D3) Traktor Minsk           |
| 6 mai 1992 | Nioman Stowbtsy (D2)       | 2 - 6                | (D3) Legmach Orcha           |
| 6 mai 1992 | Selmach Mahiliow (D2)      | forfait              | (D3) Berezina Baryssaw       |
| 6 mai 1992 | Kolos Voustsié (D2)        | forfait              | (D2) Belarus Marina Horka    |
| 6 mai 1992 | Orbita Minsk (D2)          | 0 - 2                | (D3) Ataka-407 Minsk         |
| 6 mai 1992 | Luch Minsk (D2)            | 2 - 1                | (D2) Khimvolokno Hrodna      |
| 6 mai 1992 | ZLIN Homiel (D3)           | 2 - 1                | (D3) Naftan Novopolotsk      |

## Seizièmes de finale
Les équipes de la première division 1992 font leur entrée à partir de ce tour.
| Date        | Locaux                      | Score                | Visiteurs                    |
| ----------- | --------------------------- | -------------------- | ---------------------------- |
| 13 mai 1992 | Dinamo Brest (D1)           | 4 - 1                | (D2) Khimik Svietlahorsk     |
| 13 mai 1992 | Albertine Slonim (D3)       | 0 - 3                | (D1) Traktor Babrouïsk       |
| 13 mai 1992 | Homselmach Homiel (D1)      | 1 - 1 ap (3 - 2 tab) | (D2) Chinnik Babrouïsk       |
| 13 mai 1992 | Dniepr Mahiliow (D1)        | 4 - 2                | (D3) Zara Iazyl              |
| 13 mai 1992 | Stankostroïtel Smarhon (D2) | 0 - 1                | (D1) KIM Vitebsk             |
| 13 mai 1992 | Chakhtior Salihorsk (D1)    | 1 - 1 ap (3 - 1 tab) | (D2) Dinamo-2 Minsk          |
| 13 mai 1992 | KIM-2 Vitebsk (D2)          | 0 - 1                | (D1) Stroïtel Staryïa Darohi |
| 13 mai 1992 | Metalourg Maladetchna (D1)  | 4 - 0                | (D3) Smena Minsk             |
| 13 mai 1992 | Dniepr Rahatchow (D3)       | 4 - 0                | (D1) Torpedo Mahiliow        |
| 13 mai 1992 | Khimik Hrodna (D1)          | forfait              | (D2) Niva Samakhvalavitchy   |
| 13 mai 1992 | Legmach Orcha (D3)          | 1 - 3                | (D1) Torpedo Minsk           |
| 13 mai 1992 | Belaz Jodzina (D1)          | 0 - 1                | (D2) Transmach Mahiliow      |
| 13 mai 1992 | Vedrytch Retchytsa (D1)     | 0 - 1 ap             | (D2) Kolos Voustsié          |
| 13 mai 1992 | Ataka-407 Minsk (D3)        | 1 - 1 ap (2 - 3 tab) | (D1) Obouvchtchik Lida       |
| 13 mai 1992 | SKB-Lokomotiv Vitebsk (D1)  | 1 - 2                | (D2) Luch Minsk              |
| 13 mai 1992 | Dinamo Minsk (D1)           | 11 - 0               | (D3) ZLIN Homiel             |

## Huitièmes de finale
| Date        | Locaux                       | Score                | Visiteurs                  |
| ----------- | ---------------------------- | -------------------- | -------------------------- |
| 20 mai 1992 | Traktor Babrouïsk (D1)       | 6 - 2                | (D1) Homselmach Homiel     |
| 20 mai 1992 | KIM Vitebsk (D1)             | 0 - 1                | (D1) Dniepr Mahiliow       |
| 20 mai 1992 | Stroïtel Staryïa Darohi (D1) | 0 - 0 ap (4 - 3 tab) | (D1) Chakhtior Salihorsk   |
| 20 mai 1992 | Dniepr Rahatchow (D3)        | 0 - 1                | (D1) Metalourg Maladetchna |
| 20 mai 1992 | Torpedo Minsk (D1)           | 4 - 2                | (D1) Khimik Hrodna         |
| 20 mai 1992 | Selmach Mahiliow (D2)        | 0 - 1                | (D1) Dinamo Brest          |
| 20 mai 1992 | Luch Minsk (D2)              | 1 - 4                | (D2) Kolos Voustsié        |
| 20 mai 1992 | Obouvchtchik Lida (D1)       | 0 - 6                | (D1) Dinamo Minsk          |

## Quarts de finale
| Date         | Locaux                     | Score                | Visiteurs                    |
| ------------ | -------------------------- | -------------------- | ---------------------------- |
| 27 mai 1992  | Dinamo Brest (D1)          | 0 - 0 ap (5 - 3 tab) | (D1) Traktor Babrouïsk       |
| 27 main 1992 | Dniepr Mahiliow (D1)       | 5 - 1 ap             | (D1) Stroïtel Staryïa Darohi |
| 27 mai 1992  | Metalourg Maladetchna (D1) | 4 - 0                | (D2) Kolos Voustsié          |
| 27 mai 1992  | Dinamo Minsk (D1)          | 2 - 1                | (D1) Torpedo Minsk           |

## Demi-finales
| Date        | Locaux               | Score | Visiteurs                  |
| ----------- | -------------------- | ----- | -------------------------- |
| 3 juin 1992 | Dniepr Mahiliow (D1) | 3 - 2 | (D1) Dinamo Brest          |
| 3 juin 1992 | Dinamo Minsk (D1)    | 3 - 2 | (D1) Metalourg Maladetchna |

## Finale
| Entraîneur :        |
| Mikhaïl Vergueïenko |

| Entraîneur :     |
| Valeri Streltsov |

| Entraîneur :        |
| Mikhaïl Vergueïenko |

| Entraîneur :     |
| Valeri Streltsov |